# Прохладное (Амурская область)
Прохладное — упразднённое село в Октябрьском районе Амурской области, Россия. Исключено из учётных данных в 1974 году.

## География
Село располагалось на правобережье реки Завитая, на расстоянии примерно 7 километров (по прямой) к востоку от станции Троебратка.

## История
Село возникло в 1912 году. По данным на 1916 год деревня Прохладная состояла из 22 дворов (население составляло 117 человек) и входил в состав Песчано-Озерской волости 7-го стана Амурского уезда Амурской области.
По данным 1926 года в деревне Прохладное имелось 33 хозяйства (32 крестьянского типа и 1 прочих) и проживал 173 человека (88 мужчин и 85 женщин). В национальном составе населения преобладали украинцы. В административном отношении входила в состав Авраамовского сельсовета Завитинского района Амурского округа Дальневосточного края.
Решением Амурского исполкома от 7 июня 1974 года № 253, село Прохладное исключено из учётных данных как несуществующее.